# Naaien

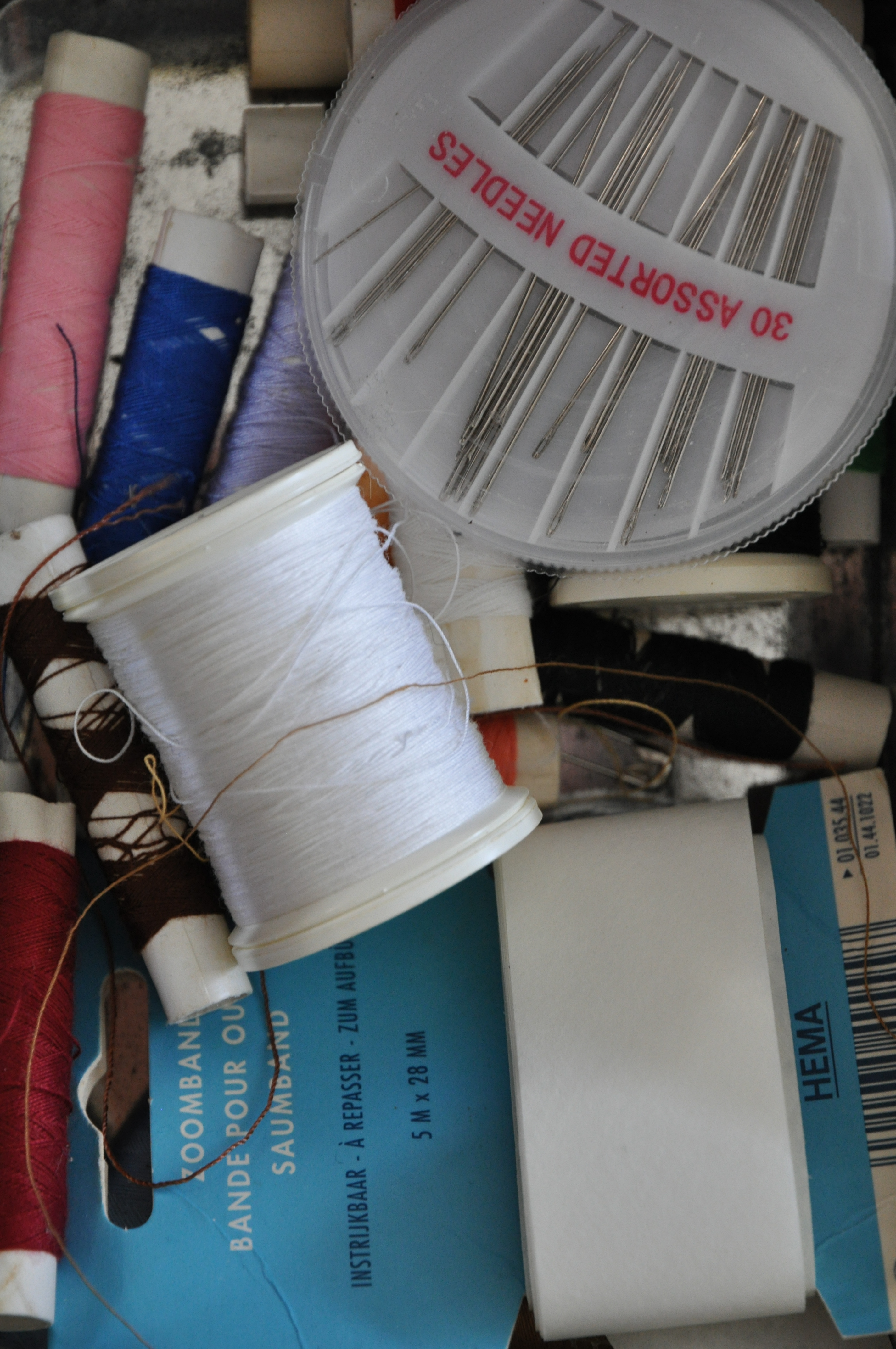
Naaigerei

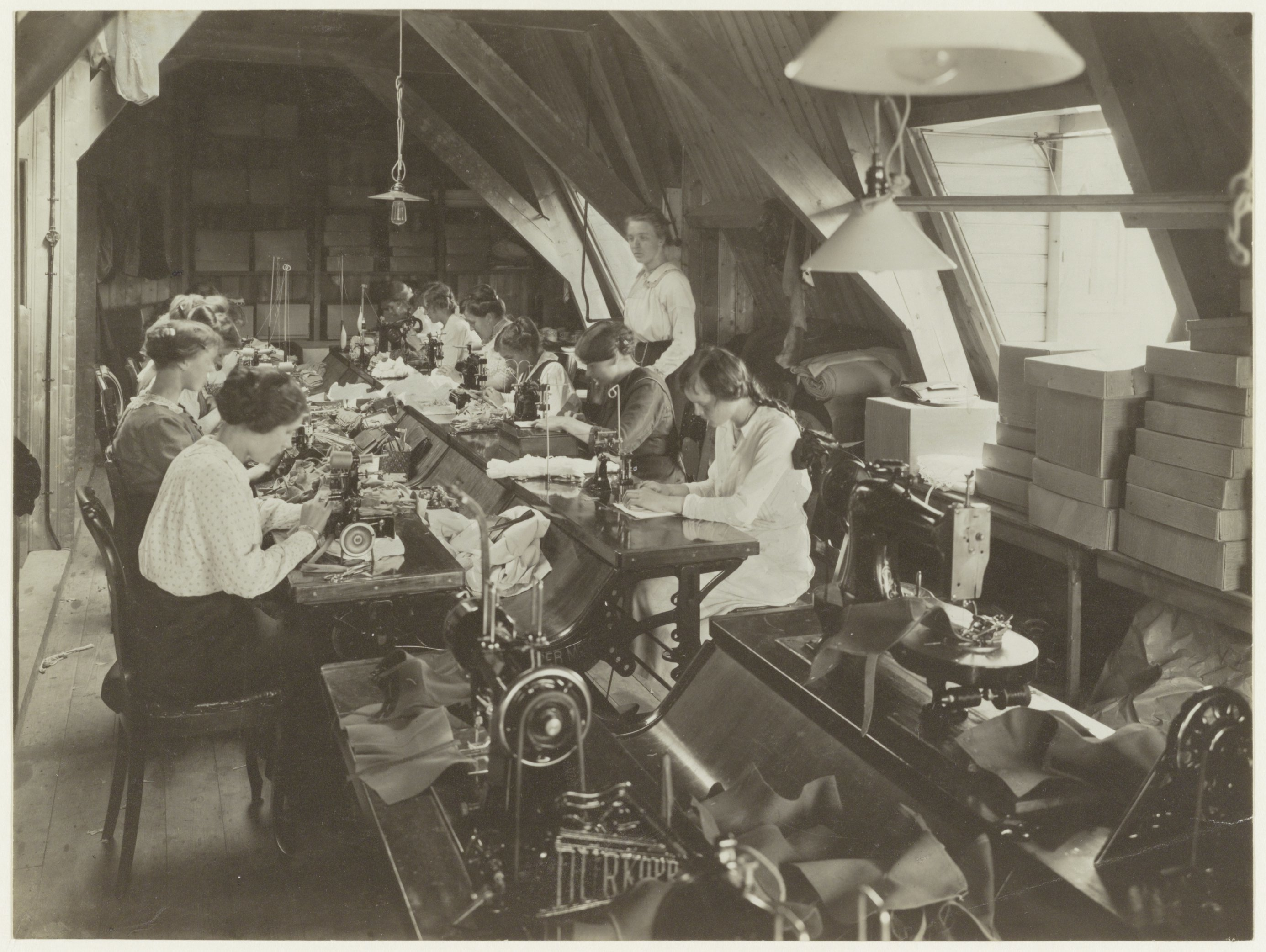
Naai-afdeling van de kousenfabriek aan de Zijlweg in Haarlem, rond 1921

Naaien is een oud ambacht, waarbij doek, leer, dierenhuiden, bont of andere materialen door middel van naald en draad worden verbonden (gestikt).
Waarschijnlijk bestaat deze techniek sinds ongeveer 30.000 v.Chr.; in vrijwel alle oude bekende culturen zijn aanwijzingen gevonden dat men het ambacht van naaien beoefende. 
Als beroep werd het naaien uitgeoefend door een kleermaker of een naaister. Een naaister kwam (bij gegoede families) aan huis om kleding en huishoudtextiel zoals tafellakens, beddengoed, gordijnen of stoffering te repareren en soms ook wel voor het maken van nieuwe kleding. Voorheen beschikte elk gezin wel over en huishoudelijke naaimachine. Nog altijd naaien sommigen hun eigen kleding of kleding voor familie en vrienden.
Naaiwerk vindt ook toepassing bij de stoffering van meubels en bij de fabricage van zeilen, blaasbalgen en andere voorwerpen van flexibele materialen, zoals canvas en leer. In de industriële wereld zijn allerlei typen naaimachines in gebruik.

## Naaihulpmiddelen en toebehoren
- Meetlint
- Naaidoos, naaikistje, naaimand
- Naaimachine
- Naald
- Rijggaren en naaigaren
- Schaar (bij voorkeur een aparte stofschaar en een kleinere schaar om draden door te knippen)
- Speld
- Speldenkussen
- Tornmesje
- Vingerhoed

Verder zijn over het algemeen fournituren nodig, zoals ritsen, haakjes, vullingen, diverse soorten band, knopen of elastiek.
Voor het overbrengen van een patroon op de stof is nodig:
- Kleermakerskrijt
- Radeerwieltje en radeerpapier